# Marie Vuillemin

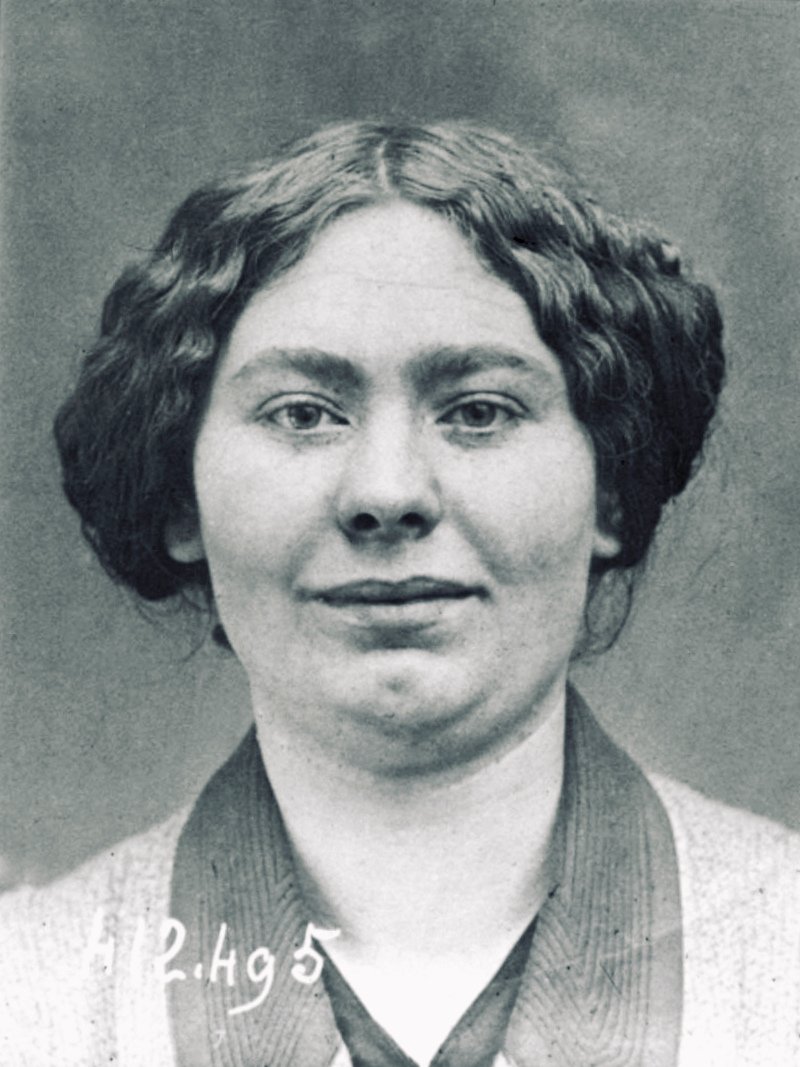
Vuillemin, im Jahr 1912

Marie Félicie Vuillemin (* 14. Mai 1889 in Mons; † 1963 in Charleroi) war eine belgische individualistische Anarchistin. Heutzutage ist sie vor allem durch ihre Mitgliedschaft in der Bonnot-Bande bekannt. In einer Gaststätte in Charleroi, wo sie arbeitete, lernte sie den französischen Anarchisten Octave Garnier kennen. Nach einem Einbruch in die Gaststätte wurden beide verdächtigt, beteiligt zu sein. Sie flohen nach Paris, wo sie sich einer Kommune beim Verlag der Zeitung L'Anarche anschlossen.
Ihre illegalistischen Aktivitäten führten dazu, dass sie mit der Bonnot-Bande in Kontakt kamen. Garnier nahm an zahlreichen Raubzügen teil und galt als Flüchtiger. Vuillemin wurde verdächtigt, ebenfalls teilgenommen zu haben, und inhaftiert. Später wurde sie aus Mangel an Beweisen wieder freigelassen. Kurz darauf traf sie Garnier und andere Mitglieder der Bande in Nogent-sur-Marne; ihr Haus wurde von der Polizei durchsucht. Vuillemin wurde erneut verhaftet, Garnier wurde getötet. Am Ende wurde Vuillemin von allen Anschuldigungen freigesprochen.

## Biographie
Marie Félicie Vuillemin wurde am 14. Mai 1889 in Mons geboren. Als sie zwanzig Jahre alt war, zog sie nach Paris, um dort zu arbeiten. Dort heiratete sie einen Maler, welcher als Schoofs bekannt war. Die Ehe war problembehaftet, da ihr Mann oft gewalttätig wurde. Nach einem Monat verließ sie ihn und flüchtete. Im Juni 1910 kehrte sie nach Belgien zurück und fand Arbeit als Kellnerin in Charleroi. Dort traf sie den französischen Anarchisten Octave Garnier, sie verliebten sich ineinander, und zogen nach Brüssel. Vor ihrem Umzug wurden sie bezichtigt, die Gaststätte ausgeraubt zu haben. Im April 1911 waren sie daher gezwungen, aus Belgien zurück nach Paris zu fliehen.

### Leben in der Kommune
Vuillemin und Garnier fanden eine Unterkunft im Haus des Verlages des individualanarchistischen Magazins L'Anarchiste, welches sich in Romainville befand. Binnen kurzer Zeit wurde dieses Haus zu einer konspirativen Wohnung für viele weitere Anarchisten, welche aus Belgien geflohen waren. Unter ihnen waren Jean de Boë, Raymond Callemin, Édouard Carouy und Victor Serge. Das Haus wurde zum Wohnprojekt. Dort frönten die Bewohner dem Nudismus, waren Vegetarier oder trieben Sport. Ihren Lebensstil finanzierten sie größtenteils durch Diebstahl. Am Sonntagmorgen fuhren Vuillemin und Garnier normalerweise mit dem Rad zur Marne, wo sie sich mit den anderen Paaren der Kommune auf Booten ausruhten. Aus Verpflichtung zum Illegalismus legten sie sich Aliasnamen zu. Vuillemin war als La Belge, die Belgierin bekannt. Das Wohnprojekt löste sich gegen Ende August 1911 auf, als Carouy verschwand. Die Polizei bezichtigte ihn, an einem Raubüberfall beteiligt zu sein. Garnier und Vuillemin verließen Romainville Anfang September.

### In der Bonnotbande

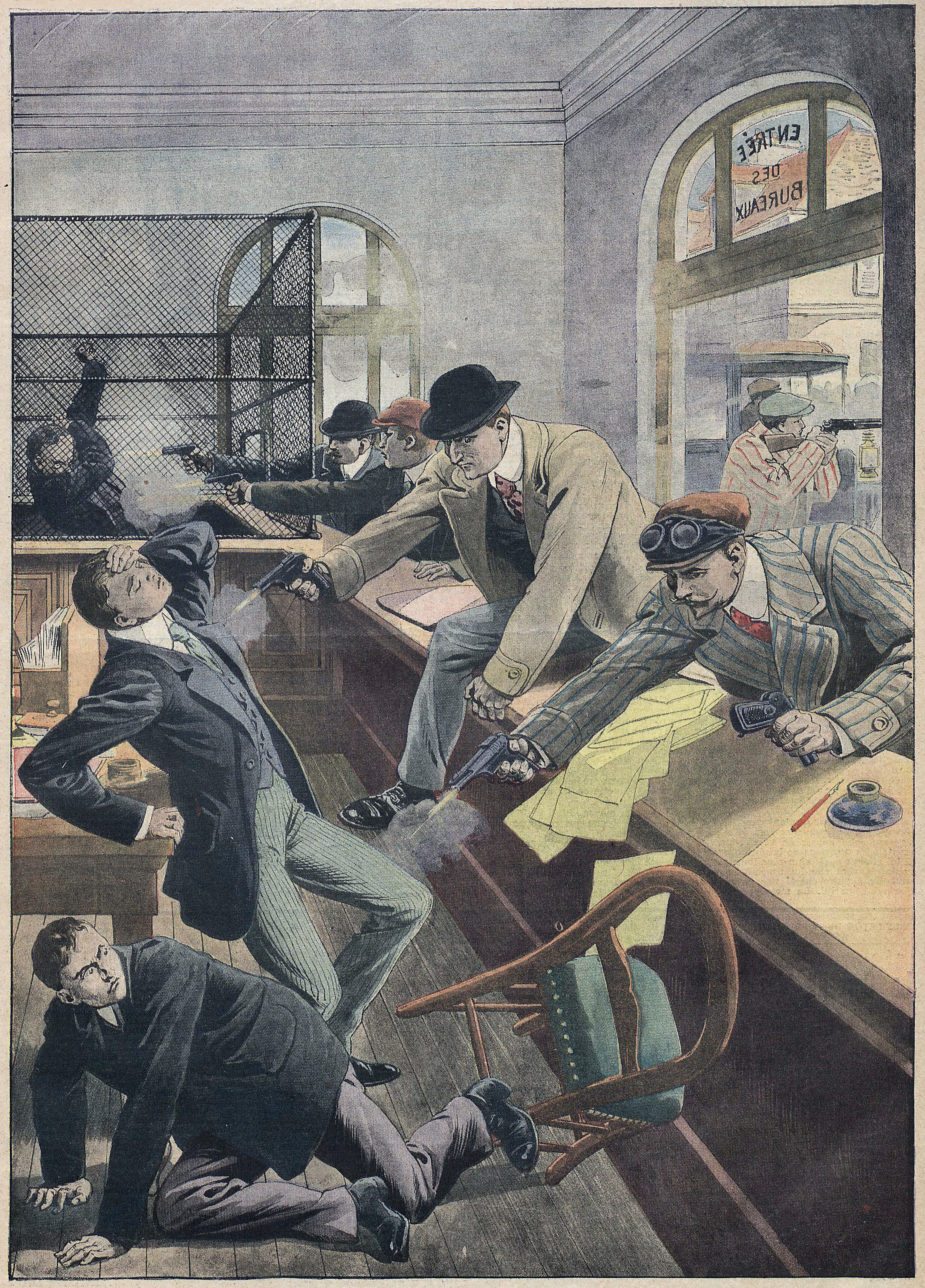
Zeitgenössische Illustration des Überfalls auf die Société Générale durch die Bonnotbande.

Das Paar zog in das Haus von Garnier's Mutter, in Vincennes. Sie lebten ein offensichtlich normales Leben, trafen sich jedoch mit anderen zukünftigen Mitgliedern der Bonnotbande. Garnier nahm an den Raubzügen teil. Nach einem Überfall der Bande auf die Société Generale, begann die Polizei nach den Tätern zu fahnden. Als sie hörten, dass Jean Dettweiller am 31. Dezember 1911 verhaftet worden sei, verließen Garnier und Vuillemin ihr Haus in Vincennes. Garnier und seine Komplizen mieteten eine Wohnung im 18. Arrondissement in Paris, Vuillemin kam im Büro des Individualistischen Magazins L'Idée libre unter.
Am 22. Januar 1912 durchsuchte die Polizei die Büros von L'Idée Libre. Sie nahmen Vuillemin fest, und bezichtigten sie, am Überfall beteiligt gewesen zu sein. Sie gab zu, bei Garnier gelebt zu haben. Bei der Durchsuchung des Hauses der beiden wurden Photos von Garnier gefunden. Eines der Opfer des Überfalls erkannte ihn auf einem Photo als einen der Beteiligten. Als mehrere Komplizen verhaften wurden, fand Garnier heraus, dass seine Partnerin ebenfalls inhaftiert war. Sein Bild wurde in mehreren Zeitungen abgedruckt. Die Polizei observierte L'Idée libre, in der Hoffnung, weitere Mitglieder der Bonnotganz zu finden. Es wurden keine belastenden Elemente gegen Vuillemin gefunden, und sie wurde am 21. März freigelassen.

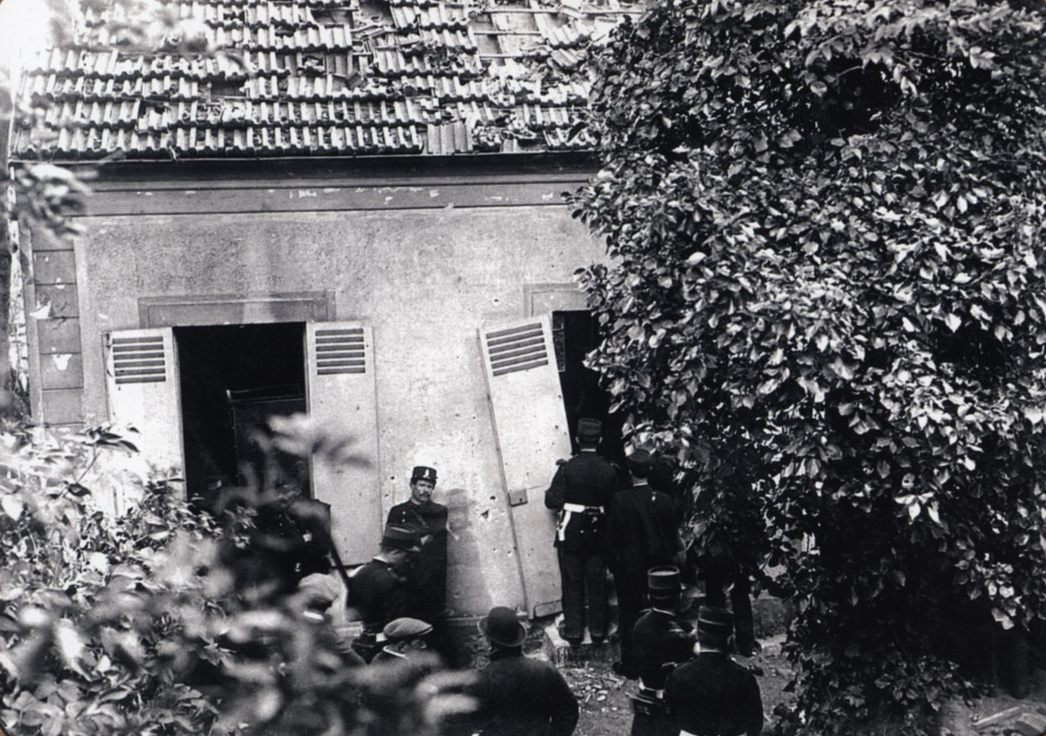
Durchsuchung von Garnier's Haus in Nogent-sur-Marne

Garnier war noch immer flüchtig. Er begann, Vuillemin zu vermissen. Ende Mai entschied er sich, sie zu treffen. Sie reiste trotz des Risikos einer Verhaftung mit ihm nach Nogent-sur-Marne. In ihrer Wohnung schnitt sie ihr Haar kurz und färbte es dunkelbraun, damit sie einkaufen konnte, ohne erkannt zu werden. Nach außen versuchte das Paar ein normales Leben in Nogent zu führen. Sie spielten Musik, verrichteten Gartenarbeiten, trieben Sport und waren einmal auf einem Fest. Die Polizei erhielt jedoch einen Hinweis, dass sie sich in Nogent aufhielten. Am 14. Mai schickte Xavier Guichard 50 bewaffnete Polizisten los, um Garnier festzunehmen.

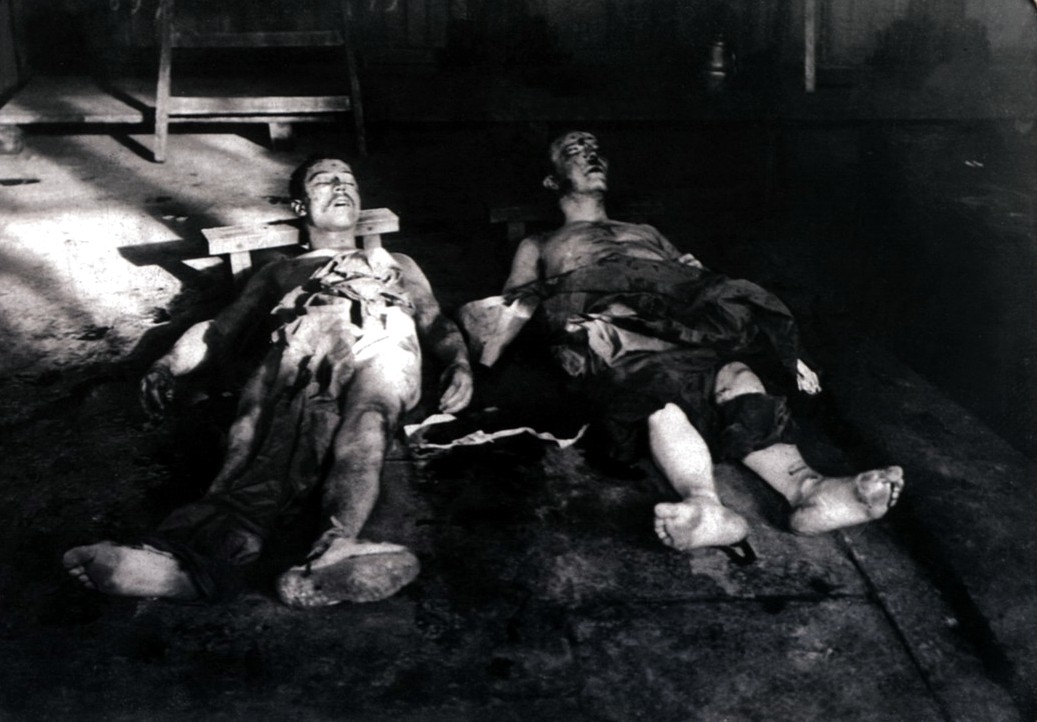
Leichen von Octave Garnier (links) und René Valet (rechts), nach dem Zugriff durch die Polizei

An diesem Abend kochte Vuillemin ein vegetarisches Gericht mit Makkaroni, und Garnier war dabei, Kartoffeln und Lauch zuzubereiten. Die Polizei stand an der Gartentür und wollte sie zur Aufgabe bewegen. Es folgte ein Feuergefecht zwischen René Valet und Garnier auf der einen Seite, und der Polizei auf der anderen. Der Präfekt, Louis Lépine, ordnete eine Feuerpause an, um den Bandenmitgliedern die Möglichkeit zu geben, aufzugeben. Vuillemin nutzte diese Gelegenheit und verließ das Haus; sie wurde von der Polizei festgenommen. Danach setzte die Polizei ihre Aktion fort. Sie benutzte Maschinengewehre und Sprengstoff. Valet and Garnier wurden beide getötet.

### Zeit im Gefängnis, Prozess, und weiteres Leben
Vuillemin wurde der Komplizenschaft beim Diebstahl bezichtigt. Während ihrer Befragung gab sie immer an, sie sei nur durch ihre Liebe für Garnier mit der Bande in Berührung gekommen. Sie gab der Polizei auch die Namen Raymond Callemin, Étienne Monier and André Soudy, welche weitere Mitglieder der Bande waren. Mit den zwei anderen Frauen der Bande, Rirette Maîtrejean und Barbe Le Clerc'h wurde sie im Gefängnis Saint-Lazare festgehalten. Die gefangenen Frauen durften keine Kleider tragen, wurden täglich durchsucht, und in der Nacht am Schlafen gehindert. Maîtrejean benutzte die Gelegenheit dazu, Le Clerc'h das Lesen beizubringen. Vuillemin zog sich hingegen zurück, und dissoziierte sich von ihrer Erfahrung.
Der Prozess der Bonnotbande begann am 3. Februar 1913 im Palais de Justice, welcher schwer bewacht wurde, um Störungen zu vermeiden. Der Richter sagte, er wolle den Prozess nicht zum Politprozess werden lassen und ließ keine politischen Äußerungen zu. Der Staatsanwalt Théodore Lescouvé eröffnete den Prozess und teilte die Angeklagten in verschiedene Kategorien ein: Die Hauptangeklagten, Mittelsmänner, Unterstützer, jene, welche Feuerwaffen besorgten, und Frauen. Der Staatsanwalt definierte die weiblichen Mitglieder Marie Vuillemin, Rirette Maîtrejean und Barbe Le Clerc'h über ihr Geschlecht und nicht dadurch, welche Rolle sie in der Bande gespielt hatten. Während des Prozesses zog Vuillemin ihr Geständnis zurück und sagte, sie sei zu diesem genötigt worden. Die Anklage gegen sie sowie gegen die anderen Frauen wurde fallen gelassen.
Vuillemin starb im Jahr 1963 in Charleroi.

## Bibliographie
- Richard Parry: The Bonnot Gang. Rebel Press, London 1987, ISBN 0-946061-04-1 (englisch, archive.org).
- Anne Steiner: VUILLEMIN Marie, Félicie [dit Marie la Belge] (= Dictionnaire des anarchistes). Le Maitron, Paris 2. Mai 2014 (französisch, maitron.fr).

## Weitere Werke zum Thema
- Émile Becker: La Bande à Bonnot. Nouvelles Editions Debresse, 1968, ISBN 2-307-25293-2 (englisch, google.com).
- Laurent López: La bande à Bonnot: l'assaut final à Nogent (14-15 mai 1912). In: Histoire de la police. 2009, doi:10.4000/criminocorpus.269 (englisch).
- Victor Méric, Albert Londres: Les Bandits tragiques suivi d'Adieu Cayenne! Publie, 2019, ISBN 978-2-37177-216-8 (englisch, google.com).
- Bernard Thomas: La Belle Époque de la Banda de Bonnot. Txalaparta, Tafalla 2000, ISBN 84-8136-178-X (französisch, google.com –  [1989]).

| Personendaten    | Personendaten                                 |
| ---------------- | --------------------------------------------- |
| NAME             | Vuillemin, Marie                              |
| ALTERNATIVNAMEN  | Vuillemin, Marie Félicie (vollständiger Name) |
| KURZBESCHREIBUNG | belgische individualistische Anarchistin      |
| GEBURTSDATUM     | 14. Mai 1889                                  |
| GEBURTSORT       | Mons                                          |
| STERBEDATUM      | 1963                                          |
| STERBEORT        | Charleroi                                     |